# Tratado de Ágreda (1162)
El tratado de Ágreda fue firmado el 27 de septiembre de 1162 entre el rey Alfonso II de Aragón y Fernando II de León. 
Esta fue la primera acción del joven rey aragonés en política peninsular, la cual significaba una alianza entre el Reino de León y la Corona de Aragón en contra del Reino de Navarra. El leonés debía defender al todavía niño Alfonso, quien a cambio debía casarse con su hermana Sancha. Quedaba fuera de este pacto el Reino de Castilla, gobernado por el hermano de Fernando II: Sancho III.
Sin embargo, posteriormente, el monarca aragonés prefirió cambiar de aliado optando por Castilla. Pactó con el hijo de Sancho, Alfonso VIII de Castilla, y se casó con la hermanastra de Sancho: Sancha de Castilla. El pacto supuso el inicio de nuevos enfrentamientos en la frontera entre Navarra y Aragón.